# سيلفستر سيم
سيلفستر سيم (بالصينية: 沈祥龙,؛ بالإنجليزية: Sylvester Sim) هو مغني سنغافوري، ولد في 19 يناير 1983 في سنغافورة.

## وصلات خارجية
- سيلفستر سيم على موقع IMDb (الإنجليزية)